# Гёцингер-Ахен
Гёцингер-Ахен (нем. Götzinger Achen) — река в Германии, левый приток Зальцаха, протекает по району Траунштайну (земля Бавария). Речной индекс 18674. Площадь бассейна реки составляет 234,73 км². Длина реки 27,5 км. Высота истока 442 м. Высота устья 370 м.
Гёцингер-Ахен вытекает из озера Вагингер-Зе в окрестностях Петтинга (Верхняя Бавария), впадает в Зальцах в городке Титмонинг.

## Примечание
1. 1 2  Данные о Гёцингер-Ахене на сайте баварского ведомства охраны окружающей среды (нем.). www.lfu.bayern.de. Дата обращения: 10 апреля 2017. Архивировано 10 апреля 2017 года.
2. ↑  Исток Гёцингер-Ахена на интерактивной карте Баварии (нем.). Дата обращения: 24 февраля 2017. Архивировано 24 февраля 2017 года.
3. ↑  Устье Гёцингер-Ахена на интерактивной карте Баварии (нем.). Дата обращения: 23 февраля 2017. Архивировано 24 февраля 2017 года.